# 蒸籠

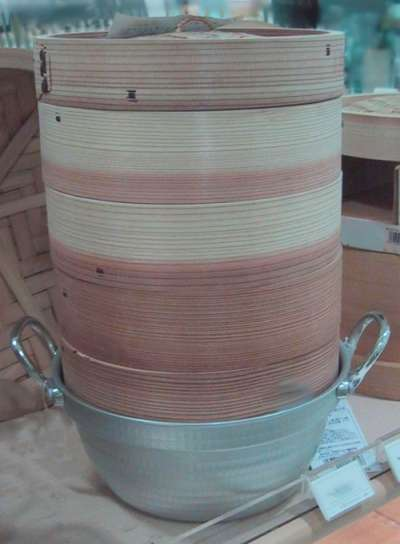
蒸籠と鍋

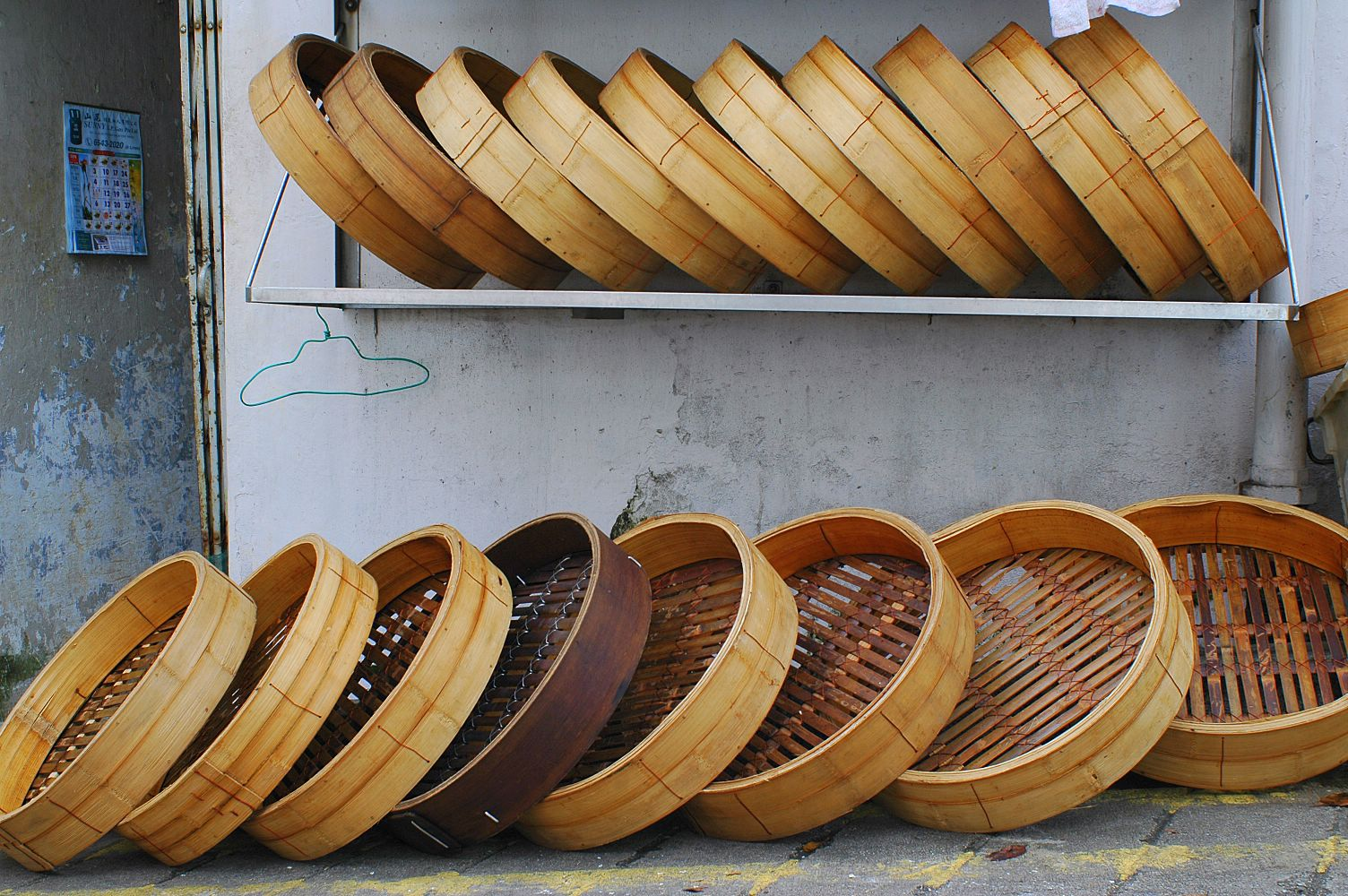
屋外に並べられた蒸籠

蒸籠、または蒸篭（せいろ、せいろう）は、竹や木を編んで作られた蒸し料理用の調理器具。

## 概要
蒸し器の一種で、円形の枠に竹や木（杉や檜など）を編み込んだ、容器にあたる身と呼ばれる部分と、それにかぶせるように取り付けられた蓋の部分からなるものが基本形。角蒸籠のように四角形の場合もある。
沸騰した湯の入った鍋（中華鍋や円付鍋）などの上に置き、内部に加熱された水蒸気を通すことで食材を加熱調理する。調理するものによってさまざまな大きさのものがある。さらに蒸籠は構造によって中華蒸籠と和蒸籠に分類される。中華蒸籠は竹で編まれた底とふたが一体になっているのに対し、和蒸籠は底の部分が着脱可能なすのこになっているものが多い。その名が示すとおり、通常中華蒸籠は中華料理（主に点心）、和蒸籠は和食に用いられるが、基本的な構造や使用法は変わらないため、どちらをどちらに使っても支障はない。和蒸籠には四角いものも多い。
調理時には中身が蒸籠に張り付くことを防ぐとともに取り出しを容易にするために蒸し布（ふかし布）が用いられることもある。
なお、中華料理店では、小籠包は中型の、エビ餃子、焼売などの点心については小型の中華蒸籠（小籠）に入れたまま出されることが多い。

## 蕎麦蒸籠

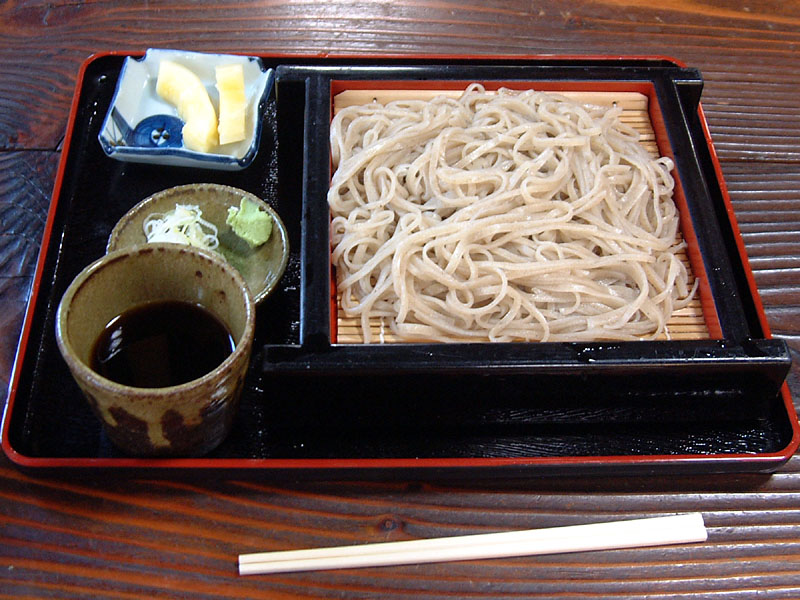
蕎麦蒸籠に載せられた蕎麦切り

そばを盛るための蒸籠型（外権があり底を簀としている）の容器を蕎麦蒸籠という。このような蒸籠にのせた蕎麦は「せいろそば」と呼ばれている。本来は十割蕎麦を蒸して、そのまま出すのに用いられた蒸し器である（詳細は「蕎麦」を参照）。

## 薬用
明の李時珍が編纂した『本草綱目』には薬材として蒸籠が掲載されている。使い古したものから竹を取り外し、箒、草履及び蛇の抜け殻と共に焼いて灰を取り、白癜風(白なまず)の塗り薬とするとの記載がある。